# 13298 Наматьїра
13298 Наматьїра (13298 Namatjira) — астероїд головного поясу, відкритий 15 вересня 1998 року.
Тіссеранів параметр щодо Юпітера — 3,521.
Названо на честь Альберта Наматьїра, Наматжира (англ. Albert Namatjira, уроджений Елеа Наматьїра (англ. Elea Namatjira), 1902-1959) — австралійського живописця.